# Jean-Claude Naigeon
Pour les articles homonymes, voir Naigeon.
Ne doit pas être confondu avec Jean Naigeon.
Jean-Claude Naigeon né le 9 décembre 1753 à Dijon et mort dans la même ville le 11 janvier 1832 est un peintre français.

## Biographie
Jean-Claude Naigeon entre à l’école de dessin de Dijon en 1767, où il obtient le premier prix de peinture en 1770.
Avant 1780, il séjourne à Paris dans l’atelier de Nicolas Guy Brenet. En 1775 et 1776, il est élève de l’école de l’Académie royale de peinture et de sculpture.
Il remporte le prix de Rome à Dijon en 1780 (La Mort de Socrate, musée des Beaux-Arts de Nancy).
Naigeon séjourne ensuite en Italie et notamment à Rome, de 1780 à 1785, période pendant laquelle il étudie à la villa Médicis, rencontre Bénigne Gagneraux et Renaud, visite Naples, Herculanum et Pompéi. Élève de François Devosge, il côtoie également Jacques-Louis David en Italie (1784) puis à Paris (1794). 
Il est reçu à l’Académie des sciences, arts et belles lettres de Dijon en 1802, et succède à Devosge comme professeur de dessin à l’École spéciale de peinture et de sculpture en 1812.
Il épouse M. Blanchot, fille d’un gardien du château de Dijon, en 1787. Leur fille, Aglaé Naigeon, épouse Jacques Masson, négociant, qui deviendra propriétaire du château de Gevrey-Chambertin.
Ses œuvres sont notamment conservées à Dijon au musée Magnin et au musée des Beaux-Arts, ainsi qu'au musée des Beaux-Arts de Nancy.

## Œuvres dans les collections publiques
États-Unis
- Washington, National Gallery of Art : Timoléon et les habitants de Syracuse, dessin.

France
- Dijon, musée des Beaux-Arts :
  - L'Éducation de l'Amour, vers 1781, huile sur toile, 97 × 135 cm[2] ;
  - L'Hymen brûlant les flèches de l'Amour, d'après Guido Reni, 1781-1784, huile sur toile, 97 × 134 cm[3] ;
  - L'Enlèvement des Sabines, d'après Pierre de Cortone, 1783, huile sur toile, 290 × 422 cm ;
  - Autoportrait, v. 1785, huile sur toile, 46 x 58 cm
  - Le Premier Renard, Portrait de la famille Corbabon dans un paysage, vers 1797-1798, huile sur toile, 115,5 × 90,5 cm[4] ;
  - Le Martyre de saint Pierre de Vérone, d'après Titien, huile sur toile, 101,5 × 74 cm[5].
- Nancy, musée des Beaux-Arts : La Mort de Socrate.
- Paris :
  - École nationale supérieure des beaux-arts : Orphée charmant Pluton et Proserpine aux Enfers, dessin.
  - musée du Louvre :
    - Étude de prophète, dessin ;
    - Oreste harcelé par les Érinyes, dessin[6].

Œuvres de Jean-Claude Naigeon
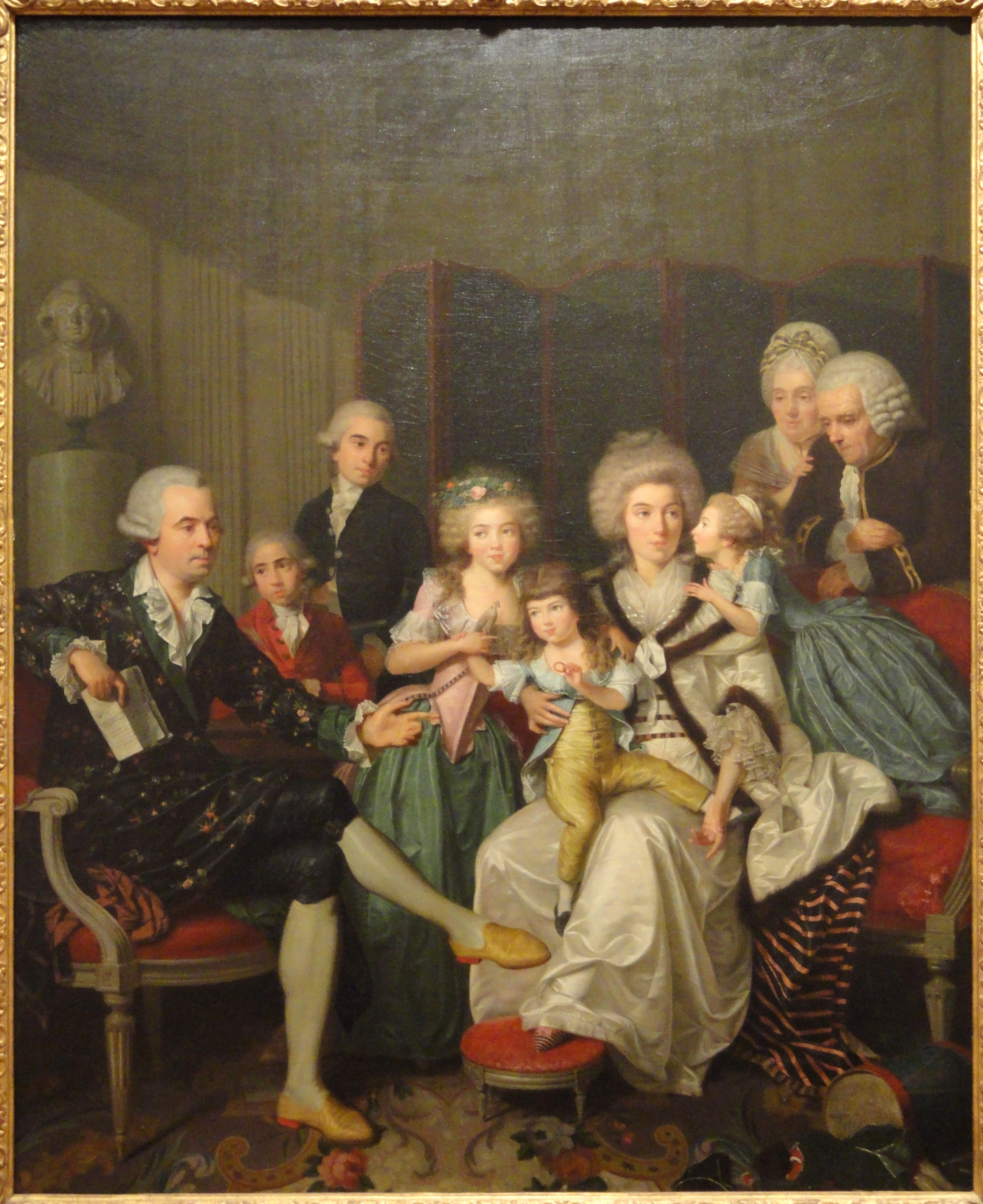
Portrait de famille (1789), Springfield, Michele & Donald D'Amour Museum of Fine Arts.
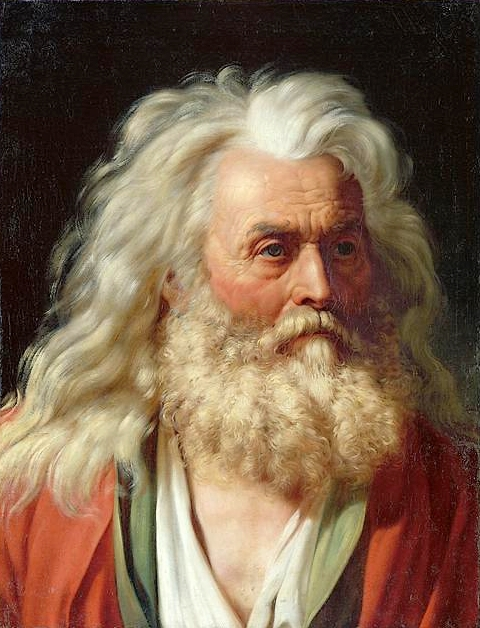
Tête de vieillard (vers 1800), Dijon, musée Magnin.
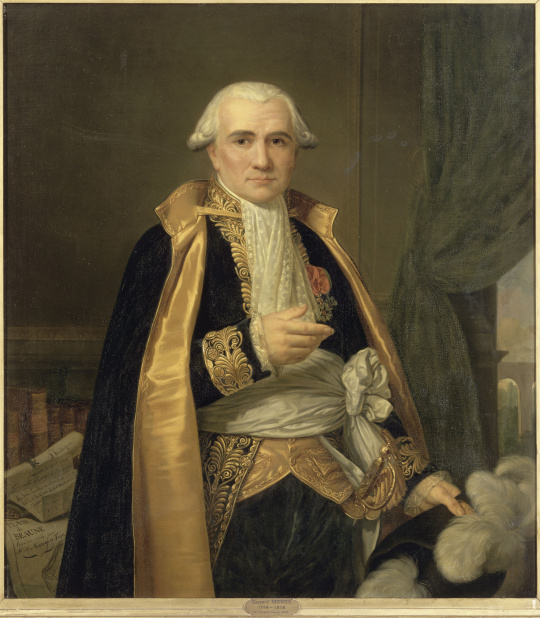
Gaspard Monge, comte de Peluse (vers 1841-1842), château de Versailles.

### Dessins
- Orphée charmant Pluton et Proserpine aux Enfers, graphite, plume et encre brune, lavis gris, H. 0,454 ; L. 0,620 m[7]. Paris, Beaux-Arts de Paris[8]. Dans une composition très soignée et originale, Naigeon illustre le livre X des Métamorphoses d'Ovide. Orphée chante et émeut les monstres des Enfers en plaidant le retour à la vie d'Eurydice devant Pluton et Proserpine. Les contorsions des corps dessinés en raccourci sont inspirées du Jugement Dernier de Michel-Ange et la posture apollinienne d'Orphée, de la statuaire antique.

## Élèves
- Paul Cabet

## Expositions
- « Jean-Claude Naigeon, les dessins d'un artiste du siècle des lumières », galerie Motte Masselinck, Paris, du 22 mars au 21 avril 2012[9].